# Dharapani (Manang)
Dharapani (nep. धारापानी) – gaun wikas samiti w zachodniej części Nepalu w strefie Gandaki w dystrykcie Manang. Według nepalskiego spisu powszechnego z 2011 roku liczył on 232 gospodarstwa domowe i 1012 mieszkańców (497 kobiet i 515 mężczyzn).